# Марс, Кеттли
Кеттли Марс (фр. Kettly Pierre Mars, 3 сентября 1958, Порт-о-Пренс) — гаитянская писательница, пишет на французском языке.

## Биография
Изучала классические языки. Многие годы была офисным работником. Пишет с начала 1990-х годов, первую книгу (стихи) опубликовал в 1997.

## Творчество
В настоящее время автор нескольких романов, книг новелл. Завоевала ряд премий. Её проза переведена на несколько языков, включая японский.

## Книги

### Стихи
- Feu de miel. Port-au-Prince: Imprimeur II, 1997
- Feulements et sanglots. Port-au-Prince: Imprimeur II, 2001

### Новеллы
- Un parfum d'encens. Port-au-Prince: Imprimeur II, 1999.
- Mirage-hôtel. Port-au-Prince: Imprimeur Caraïbe, 2002.

### Романы
- Kasalé. Port-au-Prince: Imprimeur II, 2003; La Roque d'Anthéron (France): Vents d'ailleurs, 2007.
- L'heure hybride. La Roque d'Anthéron: Vents d'ailleurs, 2005. (итал. пер. 2007)
- Фаду/ Fado. Paris: Mercure, 2008 (нем. пер. 2010)
- Saisons sauvages. Paris: Mercure, 2010 (голл. пер. 2011, нем. пер. 2012)
- Le prince noir de Lillian Russel, avec Leslie Péan. Paris: Mercure, 2011.
- Aux Frontières de la soif. Paris: Mercure, 2013 (нем. пер. 2013)

### Романы-фельетоны
- Kool-Klub. Port-au-Prince: L'Imprimeur II, 2007
- -Klub, le temps des loups. Port-au-Prince: L'Imprimeur II, 2008

## Признание
Премия Жака-Стефена Алексиса (1996). Премия Сенгора (2006). Премия принца Клауса (Нидерланды, 2011).